# 阿智太郎
阿智 太郎（あち たろう、1978年10月3日 - ）は、日本の小説家、シナリオライター。長野県下伊那郡阿智村生まれ。主にライトノベルに分類される作品を発表している。

## 来歴
長野県飯田高等学校在学中は演劇部に所属し、脚本で活躍。在学中の1998年に『僕の血を吸わないで』で、第4回電撃ゲーム小説大賞で銀賞を受賞し、作家デビュー。受賞後アメリカ・イギリスに留学しながら『僕の血を吸わないで』『住めば都のコスモス荘』シリーズ等を執筆し、2000年に帰国。レッド・エンタテインメントに所属していたが現在はフリーランスで活動。シナリオライターとしてゲーム製作にかかわっている。
ペンネームの由来は、故郷である長野県阿智村から。著作は、主に電撃文庫（メディアワークス）で出版されていたが、他の出版社での作品も増えている。
また、主人公が小学生以下の物語（『不思議なドクロ ナンジャモンジャ』、『わが輩はヴィドック』）を書く時には、あちたろうとペンネームを平仮名にしていることがある。
BSデジタルラジオBSQR489の『あち・ゆき・まなびの僕らじ』（2000年12月8日 - 2002年6月28日）ではパーソナリティとして出演していた。

## 作品リスト

### 電撃文庫
電撃文庫より
- 僕の血を吸わないで （イラスト：宮須弥、全5巻）
- 住めば都のコスモス荘（イラスト：矢上裕、全6巻）
- 九官鳥刑事 明日は我が身の九官鳥 (ISBN 4-8402-1486-7)
- おちゃらか駅前劇場 阿智太郎短編集 (ISBN 4-8402-1596-0)
- 僕にお月様を見せないで（イラスト：宮須弥、全10巻）
- なずな姫様SOS（イラスト：椎名優、全2巻）
1巻には付録として、本作の原案となったラジオドラマ（『あち・ゆき・まなびの僕らじ』で放送）のダイジェスト版を収録したシングルCDがつく。
- いつもどこでも忍²ニンジャ（イラスト:宮須弥、全6巻）
- アークマ・デテクール 地下室の悪魔(ISBN 4-8402-2885-X)
- オレ様はワルガキッド（イラスト：ともぞ、全2巻）
- 骸骨ナイフでジャンプ（イラスト：宮須弥、全4巻）
- トラジマ!（イラスト：立羽、全2巻）
- 血吸村へようこそ（イラスト：あらきかなお5巻まで）
電撃文庫MAGAZINE用に書き下ろした短編を改稿したもの。
- 獣吾ドキドキプロジェクト!（イラスト：天杉貴志、2巻まで）
- きわめて忍極(イラスト：赤りんご)
- 勇者サマは13歳!（イラスト：はちろく）
- 星空☆アゲイン ～君と過ごした奇跡のひと夏～（イラスト：へちま）

文庫本未収録作品
- 僕は角のない鬼（電撃hp SPECIAL（2002年）に掲載）
- 不思議なドクロ ナンジャモンジャ（あちたろう名義 電撃hp Vol22～30に掲載）

### MF文庫J
MF文庫Jより
- 陰からマモル!（全12巻）（イラスト：まだらさい）
- もっと!陰からマモル!（MF文庫J）(2巻まで)（イラスト：まだらさい）
- 魔界ヨメ!（全5巻）（イラスト：x6suke）
- ツノありっ! 風香先輩は△△を隠す（イラスト：鳴海ゆう）

### その他
- やぶっ蚊BOYチッチ（ウェブサイト REDチャンネルに掲載）
- わが輩はヴィドック（あちたろう名義 カラフル文庫〔ジャイブ〕1～2巻 ）
- まじかる☆マオ（あちたろう名義 角川つばさ文庫 2013年9月）

### 漫画原作
- 僕の血を吸わないで ザ・コミック （作画：宮須弥）メディアワークス/電撃文庫（コミックだが、原作と同じレーベルから発売） ISBN 4-8402-2094-8
- 住めば都のコスモス荘（作画：矢上裕、全3巻）メディアワークス/電撃コミックス
電撃Animation magazine（2000年7月号～2001年5月号）；月刊電撃コミックガオ!（2003年4月号付録、2003年7月号～2004年4月号）連載
- 陰からマモル!（作画：まだらさい、既刊7巻）メディアファクトリー/MFコミックス・アライブシリーズ
月刊コミックアライブ連載中
- かの女は忍具ムスメ!（作画：板場広志、全4巻）白泉社/ジェッツコミックス
ヤングアニマル嵐

### ゲームシナリオ
- ぼくらはカセキホリダー（DS用ソフト、メーカー:任天堂）
- スーパーカセキホリダー（DS用ソフト、メーカー:任天堂）
- カセキホリダームゲンギア（３DS用ソフト、メーカー：任天堂）
- カスタムビートバトル ドラグレイド（DS用ソフト、メーカー:バンプレスト）
- カスタムビートバトル ドラグレイド2（DS用ソフト、メーカー:バンダイナムコゲームス）
- サモンナイトX 〜Tears Crown〜（DS用ソフト、メーカー:バンダイナムコゲームス）
- 俺達の世界わ終っている。　（PS Vita用ソフト、メーカー：レッド・エンタテインメント）
- 十三支演技（PS Vita用　女性向け恋愛シミュレーションゲーム）
- 百花百狼（PS Vita用　女性向け恋愛シミュレーションゲーム）
- 境界領域（チャットアプリ風スマホゲーム、メーカーシルバースタージャパン）

### ドラマＣＤシナリオ
- 嘘つきボーイフレンド～本気のボーイフレンド～